# لیند
لیند، روستایی است از توابع بخش مرکزی شهرستان سوادکوه در استان مازندران ایران. این روستا یکی از روستاهای بخش مرکزی شهرستان سوادکوه است که در دهستان ولوپی قرار دارد. این روستا که در ۵ کیلومتری شهر آلاشت قرار دارد، به دلیل آب و هوای سرد و کوهستانی جمعیت متغیری را در طول سال به خود می‌بیند. اما بر اساس آمار، سکونت حدود ۱۵۰ خانوار در این روستا به ثبت رسیده‌است.

## جمعیت
این روستا در دهستان ولوپی قرار دارد و براساس سرشماری مرکز آمار ایران در سال ۱۳۹۵، جمعیت آن ۵۳۴ نفر (۱۵۰ خانوار) بوده‌است.

## آب و هوا
روستای لیند طبیعتی جنگلی دارد. جنگل‌های روستای لیند در کنار تمام جنگل‌های هیرکانی ایران، قدمتی چهل میلیون ساله دارد.